# Puerto del Pontón
Puerto del Pontón är ett bergspass i Spanien.   Det ligger i provinsen Provincia de León och regionen Kastilien och Leon, i den norra delen av landet, 300 km norr om huvudstaden Madrid. Puerto del Pontón ligger 1 359 meter över havet.
Terrängen runt Puerto del Pontón är kuperad söderut, men norrut är den bergig. Runt Puerto del Pontón är det mycket glesbefolkat, med 2 invånare per kvadratkilometer. Närmaste större samhälle är Amieva, 16,4 km norr om Puerto del Pontón. I omgivningarna runt Puerto del Pontón växer i huvudsak blandskog.